# Нервное расстройство
Не́рвное расстро́йство (не́рвный срыв) — острая, временная фаза конкретного расстройства, которое проявляется в первую очередь с признаками депрессии и невроза.

## Определение
Терминам «нервный срыв» и «нервное расстройство» не было дано официальное определение в таких диагностических системах, как DSM-IV и МКБ-10, и фактически отсутствует в современной научной литературе о психических заболеваниях. Хотя «нервный срыв» не всегда имеет точное и статическое определение, непрофессиональные исследования показывают, что термин означает конкретное, острое, временное реактивное расстройство с симптомами невроза или депрессии, чему обычно способствуют внешние раздражители. Особые случаи иногда описываются как «срыв» лишь после того, как человек становится неспособным функционировать в повседневной жизни.

## Причины
Причины подобных срывов различные. Исследования в 1996 году показали, что проблемы в близких отношениях, такие как развод или раздельное жительство супругов, способствовали 24 % нервных срывов. Проблемы на работе и на учёбе приходятся на 17 % случаев, а финансовые проблемы — 11 %. Большинство профессионалов считают нервные срывы проблемой со здоровьем. Прочие проблемы со здоровьем составляли 28 % нервных срывов в 1957 году, 28 % в 1976 году, и всего лишь 5,6 % в 1996 году. Причиной нервного срыва также являются длительные психологические нагрузки, стрессы. Как правило, это проблемы, связанные с повседневной жизнью человека, тяжелая адаптация в новом коллективе, расставание с дорогим человеком, чрезмерное беспокойство о своём или чьём-то здоровье.